# 689 Зіта
689 Зіта (689 Zita) — астероїд головного поясу, відкритий 12 вересня 1909 року.
Тіссеранів параметр щодо Юпітера — 3,539.